# Лаукканен, Герман Петрович
Герман Петрович Лаукканен (псевдоним Хемми Аро; 20 июля 1892, Миккели — 22 сентября 1938, Петрозаводск) — финский и советский писатель.
В 1915 году Лаукканен переехал работать в Петербург. Он принимал участие в Гражданской войне в России в Сибири и дважды был заключен в тюрьму войсками Александра Колчака. Вернувшись в 1921 году в Петербург, работал преподавателем финского языка в Западном университете национальных меньшинств. В 1929 году Лаукканен переехал в Петрозаводск по рекомендации Густава Ровио для перевода Карельского обкома НКП(б). С 1932 по 1936 год работал учителем финского языка в сельскохозяйственном училище, с 1936 по 1937 год в Карельском культурном институте, затем лесопилкой на лесосортировочном и транспортном участке.
Первые стихи Лаукканена были опубликованы в 1925 году в совместном издании «Революция пены». В 1929 году вышла пьеса «Три жениха», а в 1931 г. — сборник стихов «Элетту». Лаукканен также был членом редколлегий «Пунакантеле» и «Ринтама» и перевел на финский язык некоторые произведения Максима Горького, Лидии Сейфуллиной и Юрия Либединского.
Герман Лаукканен был арестован 5 июля 1938 года, приговорен к смертной казни за шпионаж в пользу Финляндии и расстрелян. Реабилитирован в 1956 г.